# 1966-os labdarúgó-világbajnokság (1. csoport)
Az 1966-os labdarúgó-világbajnokság 1. csoportjának mérkőzéseit július 11. és július 20. között játszották. A csoportban a házigazda Anglia, Franciaország, Mexikó és Uruguay szerepelt.
A csoportból Anglia és Uruguay jutott tovább az első két helyen. A mérkőzéseken összesen 9 gól esett.

## Végeredmény
| Hely. | Csapat        | M | Gy | D | V | G+ | G– | GA    | P | Továbbjutás                                |
| ----- | ------------- | - | -- | - | - | -- | -- | ----- | - | ------------------------------------------ |
| 1.    | Anglia        | 3 | 2  | 1 | 0 | 4  | 0  | —     | 5 | Továbbjutott az egyenes kieséses szakaszba |
| 2.    | Uruguay       | 3 | 1  | 2 | 0 | 2  | 1  | 2,000 | 4 | Továbbjutott az egyenes kieséses szakaszba |
| 3.    | Mexikó        | 3 | 0  | 2 | 1 | 1  | 3  | 0,333 | 2 |                                            |
| 4.    | Franciaország | 3 | 0  | 1 | 2 | 2  | 5  | 0,400 | 1 |                                            |

## Mérkőzések

### Anglia – Uruguay
| 1966. július 11. 19:30 |

| Anglia | 0–0         | Uruguay |
| ------ | ----------- | ------- |
|        | Jegyzőkönyv |         |

| Wembley Stadion, London Nézőszám: 87 148 Játékvezető: Zsolt (magyar) Asszisztensek: Tofik Bahramov (szovjet), Dimitar Rumencsev (bolgár) |

| Anglia | Uruguay |

| GK                   | 1  | Gordon Banks   |
| RB                   | 2  | George Cohen   |
| CB                   | 5  | Jack Charlton  |
| CB                   | 6  | Bobby Moore    |
| LB                   | 3  | Ray Wilson     |
| RH                   | 4  | Nobby Stiles   |
| CH                   | 9  | Bobby Charlton |
| LH                   | 7  | Alan Ball      |
| RF                   | 8  | Jimmy Greaves  |
| CF                   | 21 | Roger Hunt     |
| LF                   | 11 | John Connelly  |
| Szövetségi kapitány: |    |                |
| Alf Ramsey           |    |                |

| GK                   | 1  | Ladislao Mazurkiewicz |
| SW                   | 2  | Horacio Troche        |
| RB                   | 15 | Luis Ubiña            |
| CB                   | 3  | Jorge Manicera        |
| CH                   | 5  | Néstor Gonçalves      |
| LB                   | 6  | Omar Caetano          |
| RH                   | 18 | Milton Viera          |
| LH                   | 7  | Julio César Cortés    |
| CM                   | 10 | Pedro Rocha           |
| CF                   | 19 | Héctor Silva          |
| CF                   | 11 | Domingo Pérez         |
| Szövetségi kapitány: |    |                       |
| Ondino Viera         |    |                       |

### Franciaország – Mexikó
| 1966. július 13. 19:30 |

| Franciaország | 1–1               | Mexikó    |
| ------------- | ----------------- | --------- |
| Hausser 62'   | (0–0) Jegyzőkönyv | Borja 48' |

| Wembley Stadion, London Nézőszám: 69 237 Játékvezető: Askenází (izraeli) Asszisztensek: Joaquim Campos (portugál), Karol Galba (csehszlovák) |

| Franciaország | Mexikó |

| GK                   | 1  | Marcel Aubour      |
| DF                   | 5  | Bernard Bosquier   |
| DF                   | 6  | Robert Budzynski   |
| DF                   | 11 | Gabriel De Michele |
| DF                   | 12 | Jean Djorkaeff     |
| MF                   | 2  | Marcel Artelesa    |
| MF                   | 4  | Joseph Bonnel      |
| MF                   | 16 | Robert Herbin      |
| FW                   | 8  | Nestor Combin      |
| FW                   | 13 | Philippe Gondet    |
| FW                   | 14 | Gérard Hausser     |
| Szövetségi kapitány: |    |                    |
| Henri Guérin         |    |                    |

| GK                   | 12 | Ignacio Calderón    |
| DF                   | 2  | Arturo Chaires      |
| DF                   | 3  | Gustavo Peña        |
| DF                   | 14 | Gabriel Núñez       |
| MF                   | 6  | Isidoro Díaz        |
| MF                   | 15 | Guillermo Hernández |
| MF                   | 17 | Magdeleno Mercado   |
| FW                   | 8  | Aarón Padilla       |
| FW                   | 10 | Javier Fragoso      |
| FW                   | 19 | Salvador Reyes      |
| FW                   | 20 | Enrique Borja       |
| Szövetségi kapitány: |    |                     |
| Ignacio Trelles      |    |                     |

### Uruguay – Franciaország
| 1966. július 15. 19:30 |

| Uruguay              | 2–1               | Franciaország               |
| -------------------- | ----------------- | --------------------------- |
| Rocha 26' Cortés 31' | (2–1) Jegyzőkönyv | De Bourgoing 15' (11-esből) |

| White City stadion, London Nézőszám: 45 662 Játékvezető: Galba (csehszlovák) Asszisztensek: Leo Callaghan (walesi), Armando Marques (brazil) |

| Uruguay | Franciaország |

| GK                   | 1  | Ladislao Mazurkiewicz |
| DF                   | 2  | Horacio Troche        |
| DF                   | 3  | Jorge Manicera        |
| DF                   | 5  | Néstor Gonçalves      |
| DF                   | 15 | Luis Ubiña            |
| MF                   | 6  | Omar Caetano          |
| MF                   | 7  | Julio César Cortés    |
| FW                   | 9  | José Sasía            |
| FW                   | 10 | Pedro Rocha           |
| FW                   | 11 | Domingo Pérez         |
| FW                   | 18 | Milton Viera          |
| Szövetségi kapitány: |    |                       |
| Ondino Viera         |    |                       |

| GK                   | 1  | Marcel Aubour       |
| DF                   | 5  | Bernard Bosquier    |
| DF                   | 6  | Robert Budzynski    |
| DF                   | 12 | Jean Djorkaeff      |
| DF                   | 2  | Marcel Artelesa     |
| MF                   | 4  | Joseph Bonnel       |
| MF                   | 15 | Yves Herbet         |
| DF                   | 10 | Héctor De Bourgoing |
| FW                   | 13 | Philippe Gondet     |
| FW                   | 14 | Gérard Hausser      |
| MF                   | 20 | Jacques Simon       |
| Szövetségi kapitány: |    |                     |
| Henri Guérin         |    |                     |

### Anglia – Mexikó
| 1966. július 16. 15:00 |

| Anglia                   | 2–0               | Mexikó |
| ------------------------ | ----------------- | ------ |
| B. Charlton 37' Hunt 75' | (1–0) Jegyzőkönyv |        |

| Wembley Stadion, London Nézőszám: 92 570 Játékvezető: Lo Bello (olasz) Asszisztensek: Cshö Dukjong (Észak-koreai), Menáhém Askenází (izraeli) |

| Anglia | Mexikó |

| GK                   | 1  | Gordon Banks   |
| RB                   | 2  | George Cohen   |
| CB                   | 5  | Jack Charlton  |
| CB                   | 6  | Bobby Moore    |
| LB                   | 3  | Ray Wilson     |
| RH                   | 4  | Nobby Stiles   |
| CH                   | 9  | Bobby Charlton |
| LH                   | 16 | Martin Peters  |
| RF                   | 8  | Jimmy Greaves  |
| CF                   | 21 | Roger Hunt     |
| LF                   | 19 | Terry Paine    |
| Szövetségi kapitány: |    |                |
| Alf Ramsey           |    |                |

| GK                   | 12 | Ignacio Calderón    |
| RB                   | 2  | Arturo Chaires      |
| CB                   | 3  | Gustavo Peña        |
| CB                   | 14 | Gabriel Núñez       |
| LB                   | 15 | Guillermo Hernández |
| CH                   | 4  | Jesús del Muro      |
| CH                   | 6  | Isidoro Díaz        |
| RF                   | 19 | Salvador Reyes      |
| CF                   | 20 | Enrique Borja       |
| CF                   | 5  | Ignacio Jáuregui    |
| LF                   | 8  | Aarón Padilla       |
| Szövetségi kapitány: |    |                     |
| Ignacio Trelles      |    |                     |

### Mexikó – Uruguay
| 1966. július 19. 16:30 |

| Mexikó | 0–0         | Uruguay |
| ------ | ----------- | ------- |
|        | Jegyzőkönyv |         |

| Wembley Stadion, London Nézőszám: 61 112 Játékvezető: Lööw (belga) Asszisztensek: Claudio Vicuña Larrain (chilei), Concetto Lo Bello (olasz) |

| Mexikó | Uruguay |

| GK                   | 1  | Antonio Carbajal    |
| RB                   | 2  | Arturo Chaires      |
| CB                   | 3  | Gustavo Peña        |
| CB                   | 14 | Gabriel Núñez       |
| LB                   | 15 | Guillermo Hernández |
| CH                   | 6  | Isidoro Díaz        |
| CH                   | 17 | Magdeleno Mercado   |
| RF                   | 9  | Ernesto Cisneros    |
| CF                   | 19 | Salvador Reyes      |
| CF                   | 20 | Enrique Borja       |
| LF                   | 8  | Aarón Padilla       |
| Szövetségi kapitány: |    |                     |
| Ignacio Trelles      |    |                     |

| GK                   | 1  | Ladislao Mazurkiewicz |
| SW                   | 2  | Horacio Troche        |
| RB                   | 15 | Luis Ubiña            |
| CB                   | 5  | Néstor Gonçalves      |
| CB                   | 3  | Jorge Manicera        |
| LB                   | 6  | Omar Caetano          |
| CH                   | 18 | Milton Viera          |
| CH                   | 10 | Pedro Rocha           |
| RF                   | 7  | Julio César Cortés    |
| CF                   | 9  | José Sasía            |
| LF                   | 11 | Domingo Pérez         |
| Szövetségi kapitány: |    |                       |
| Ondino Viera         |    |                       |

### Anglia – Franciaország
| 1966. július 20. 19:30 |

| Anglia       | 2–0               | Franciaország |
| ------------ | ----------------- | ------------- |
| Hunt 38' 75' | (1–0) Jegyzőkönyv |               |

| Wembley Stadion, London Nézőszám: 98 270 Játékvezető: Yamasaki (perui) Asszisztensek: Karol Galba (csehszlovák), Dimitar Rumencsev (bolgár) |

| Anglia | Franciaország |

| GK                   | 1  | Gordon Banks   |     |
| RB                   | 2  | George Cohen   |     |
| CB                   | 5  | Jack Charlton  |     |
| CB                   | 6  | Bobby Moore    |     |
| LB                   | 3  | Ray Wilson     |     |
| RH                   | 4  | Nobby Stiles   | 44' |
| CH                   | 9  | Bobby Charlton |     |
| LH                   | 20 | Ian Callaghan  |     |
| RF                   | 8  | Jimmy Greaves  |     |
| CF                   | 21 | Roger Hunt     |     |
| LF                   | 16 | Martin Peters  |     |
| Szövetségi kapitány: |    |                |     |
| Alf Ramsey           |    |                |     |

| GK                   | 1  | Marcel Aubour    |
| RB                   | 12 | Jean Djorkaeff   |
| CB                   | 2  | Marcel Artelesa  |
| CB                   | 6  | Robert Budzynski |
| LB                   | 5  | Bernard Bosquier |
| RH                   | 4  | Joseph Bonnel    |
| CH                   | 16 | Robert Herbin    |
| LH                   | 20 | Jacques Simon    |
| RF                   | 15 | Yves Herbet      |
| CF                   | 13 | Philippe Gondet  |
| LF                   | 14 | Gérard Hausser   |
| Szövetségi kapitány: |    |                  |
| Henri Guérin         |    |                  |